# Myiodola calceata
Myiodola calceata là một loài bọ cánh cứng trong họ Cerambycidae.